# 2-Metil-2-pentanol
2-Metil-2-pentanol (IUPAC ime) je organsko hemijsko jedinjenje. On se koristi u gasnoj hromatografiji kao pomoćno sredstvo koje olakšava razlikovanje razgranatih jedinjenje, posebno alkohola. Njegovo prisustvo u urinu se može koristiti kao test za izlaganje 2-metilpentanu.